# جامعة جنوب فلوريدا كلية الطب
جامعة جنوب فلوريدا كلية الطب (بالإنجليزية: University of South Florida College of Medicine)‏ هي إحدى الكليات لتدريس الطب في الولايات المتحدة الأمريكية. تقع في مدينة تامبا في ولاية فلوريدا الأمريكية. نوع الشهادة الطبية التي يتم تحصيلها هناك هي دكتور في الطب.